# Mamzer
Il sostantivo ebraico mamzer (in ebraico ממזר‎?) nella Bibbia ebraica (Tanakh) e nella Legge ebraica (Halakhah) indica una persona nata da una relazione proibita o discendente da tale persona. Mamzer è la persona nata da  adulterio tra donna ebrea coniugata e uomo ebreo non suo coniuge, o nata da incesto (come definito nella Bibbia), o che abbia una persona mamzer come genitore. La condizione di mamzer non è sinonima con illegittimità, poiché non include prole nata da madre nubile.

## Etimologia
La parola mamzer è una forma sostantiva di genere maschile derivata dalla radice semitica m-z-r che ha il significato di "viziato/corrotto". Il Talmud spiega il termine omileticamente indicando la sua consistenza nelle parole mum (difetto) e zar (strano/alieno), eufemismo per un'unione illecita nel lignaggio di una persona (Kiddushin 3:12, Yebamoth 76b).

## Significato successivo
Secondo la Concordanza biblica di Strong: "mamzer: radice inusitata con significato di alienare; un bastardo, cioè una persona nata da padre ebreo e madre pagana".

## Altri significati peggiorativi
Mamzer è anche un termine colloquiale peggiorativo in ebraico e yiddish ad indicare una persona spiacevole – o un termine "amichevole" e/o "scherzoso", ad indicare una persona ingegnosa, intelligente.